# 金平錫
金 平錫（キム・ピョンソク、Kim Pyung-Seok、朝鮮語: 김평석、1958年9月22日 - ）は、韓国の元サッカー選手。元韓国代表。ポジションはディフェンダー。

## 来歴
1983年に韓国代表デビュー。1986 FIFAワールドカップにも出場した。1987年までに32試合に出場した。

## 代表歴

### 出場大会
- 韓国代表
  - 1986 FIFAワールドカップ

### 試合数
- 国際Aマッチ 32試合 0得点（1983年-1987年）[1]

| 韓国代表 | 国際Aマッチ | 国際Aマッチ |
| 年       | 出場        | 得点        |
| -------- | ----------- | ----------- |
| 1983     | 7           | 0           |
| 1984     | 4           | 0           |
| 1985     | 10          | 0           |
| 1986     | 6           | 0           |
| 1987     | 5           | 0           |
| 通算     | 32          | 0           |